# Манастир Дренча
Манастир Дренча или Душманица се налази код истоименог места, недалеко од Александровца и припада Епархији крушевачкој Српске православне цркве.

## Историја
Подигао га је, између 1379. и 1382. године, некадашњи велможа кнеза Лазара (1371—1389), монах Доротеј са сином и каснијим патријархом Данилом (III) (1390/1391—1399) и даровао му велике поседе око Крушевца и у Браничеву, који су укључивали двор са црквом у Наупари (манастир Наупара). Манастирска црква триконхоналне основе, посвећена Богородичином Ваведењу, припада Моравској школи и представља један од најстаријих споменика тог типа, а Османлије су га порушиле 1454. године. Радови на истраживању и конзервацији рушевина Дренче обављани су у неколико наврата (1952, 1967, 1971, 1981. и 2002), а потпуна обнова манастирске цркве изведена је од стране Завода за заштиту споменика културе из Краљева, од 2003. до 2006. године.
Манастир Дренча се данас налази под заштитом Републике Србије, као споменик културе од великог значаја.

## Архитектура
Манастирска црква има основу триконхоса са куполом на слободним ступцима и олтарским делом подељеним у три дела, слично манастирској цркви у Лешју.Архитектонске особености огледају се у ширењу основе са запада ка истоку, крстастим сводовима над просторима протезиса и ђаконикона као и варирању спољних блика конхи – певничке су полукружне, олтарска петострана, а апсиде проскомидије и ђаконикона четворостране.
Спољашњост цркве, изведена је украсним комбиновањем сиге и опеке, док је декоративна пластика била офарбана и садржи преплете, представе биљака, животиња и људи.